# Liste der Monuments historiques in Courvières
Die Liste der Monuments historiques in Courvières führt die Monuments historiques in der französischen Gemeinde Courvières auf.

## Liste der Objekte
| Bezeichnung                                   | Beschreibung                                                        | Standort                       | Kennzeichnung | Schutzstatus | Datum | Bild |
| --------------------------------------------- | ------------------------------------------------------------------- | ------------------------------ | ------------- | ------------ | ----- | ---- |
| Hauptaltar                                    | Altartisch, Altaraufbau und Tabernakel; Holz, Gips, 19. Jahrhundert | in der Kirche St-Hubert (Lage) | PM25002030    | Inscrit      | 1978  |      |
| Marienaltar                                   | Holz, Gips, 19. Jahrhundert                                         | in der Kirche St-Hubert (Lage) | PM25002031    | Inscrit      | 1978  |      |
| Josefsaltar                                   | Holz, Gips, 19. Jahrhundert                                         | in der Kirche St-Hubert (Lage) | PM25002032    | Inscrit      | 1978  |      |
| Chorgestühl und Wandvertäfelung des Chorraums | Holz, 19. Jahrhundert                                               | in der Kirche St-Hubert (Lage) | PM25002033    | Inscrit      | 1978  |      |
| Kanzel                                        | Eichenholz, bemalt, 19. Jahrhundert                                 | in der Kirche St-Hubert (Lage) | PM25002034    | Inscrit      | 1978  |      |
| Weihwasserbecken                              | Stein, Marmor, bezeichnet 1723                                      | in der Kirche St-Hubert (Lage) | PM25002035    | Inscrit      | 1978  |      |
| Beichtstuhl                                   | Eichenholz, 19. Jahrhundert                                         | in der Kirche St-Hubert (Lage) | PM25002036    | Inscrit      | 1978  |      |
| Taufbecken                                    | Gips, Kupfer, 19. Jahrhundert                                       | in der Kirche St-Hubert (Lage) | PM25002037    | Inscrit      | 1978  |      |
| Kruzifix                                      | Holz, 19. Jahrhundert                                               | in der Kirche St-Hubert (Lage) | PM25002038    | Inscrit      | 1978  |      |
| Skulptur Johannes der Täufer                  | Holz, farbig gefasst, 19. Jahrhundert                               | in der Kirche St-Hubert (Lage) | PM25002039    | Inscrit      | 1978  |      |
| Skulptur Paulus                               | Holz, farbig gefasst, 19. Jahrhundert                               | in der Kirche St-Hubert (Lage) | PM25002040    | Inscrit      | 1978  |      |
| Skulptur Melchisedek                          | Holz, farbig gefasst, 19. Jahrhundert                               | in der Kirche St-Hubert (Lage) | PM25002041    | Inscrit      | 1978  |      |
| Skulptur Noah                                 | Holz, farbig gefasst, 19. Jahrhundert                               | in der Kirche St-Hubert (Lage) | PM25002042    | Inscrit      | 1978  |      |
| Altarkreuz                                    | Holz, farbig gefasst, 19. Jahrhundert                               | in der Kirche St-Hubert (Lage) | PM25002043    | Inscrit      | 1978  |      |
| Skulptur Madonna mit KIind                    | Holz, farbig gefasst, 19. Jahrhundert                               | in der Kirche St-Hubert (Lage) | PM25002044    | Inscrit      | 1978  |      |
| Skulptur eines Bischofs                       | Holz, farbig gefasst, 19. Jahrhundert                               | in der Kirche St-Hubert (Lage) | PM25002045    | Inscrit      | 1978  |      |
| Kasel                                         | Seide, bestickt, 19. Jahrhundert                                    | in der Kirche St-Hubert (Lage) | PM25002046    | Inscrit      | 1978  |      |
| Kirchenfenster des Chorraums                  | Buntglas, 19. Jahrhundert                                           | in der Kirche St-Hubert (Lage) | PM25002047    | Inscrit      | 1978  |      |
| Vier Kirchenfenster im Schiff                 | Buntglas, 19. Jahrhundert                                           | in der Kirche St-Hubert (Lage) | PM25002048    | Inscrit      | 1978  |      |